# Observatoire du Sahara et du Sahel
L'Observatoire du Sahara et du Sahel (OSS) est une organisation intergouvernementale à vocation africaine, créée en 1992 et établie à Tunis en Tunisie.
L'OSS compte parmi ses membres 25 pays africains, sept pays non-africains et treize organisations internationales.
L'OSS se spécialise dans la surveillance environnementale et la gestion des ressources naturelles et à appuyer ses pays membres à la mise en œuvre des accords multilatéraux sur l'environnement, notamment ceux portant sur la désertification, la biodiversité et les changements climatiques.

## Parties membres
- Pays : Algérie, Allemagne, Belgique, Bénin, Burkina Faso, Cameroun, Canada, Cap-Vert, Côte d'Ivoire, Djibouti, Égypte, Érythrée, Éthiopie, France, Gambie, Guinée-Bissau, Italie, Kenya, Libye, Luxembourg, Mali, Maroc, Mauritanie, Niger, Nigeria, Ouganda, Sénégal, Somalie, Soudan, Suisse, Tchad, Tunisie[1] ;
- Organisations : Agence panafricaine de la grande muraille verte, Autorité intergouvernementale pour le développement, Centre d'actions et de réalisations internationales, Centre régional de télédétection des États de l'Afrique du Nord, Commission du bassin du lac Tchad, Communauté des États sahélo-sahariens, Comité permanent inter-état de lutte contre la sécheresse dans le Sahel, Convention des Nations unies sur la lutte contre la désertification, Enda Tiers-Monde, Organisation des Nations unies pour l'alimentation et l'agriculture, Organisation des Nations unies pour l'éducation, la science et la culture, Réseau Sahel Désertification, Union du Maghreb arabe[1].

## Programme de travail

### Environnement

#### Projet RepSahel
Le projet RepSahel « Amélioration de la résilience des populations sahéliennes aux mutations environnementales » a pour objectif de doter et de renforcer les dispositifs de surveillance et d'observation environnementale et de suivi-évaluation des programmes d'action environnementaux des pays ouest africains. Il a aussi pour objectif de mieux capitaliser les données et les connaissances via des outils et produits d'aide à la décision pour une meilleure gestion des ressources naturelles dans les pays. 
Le projet concerne les pays de l'Afrique de l'Ouest et du Tchad, concernés par la Grande muraille verte (Burkina Faso, Mali, Mauritanie, Niger, Nigeria, Sénégal et Tchad). 

#### Projet BRICKS
Le projet BRICKS (Building Resilience through Innovation, Communication and Knowledge Services) joue le rôle de plateforme régionale d'échanges sur les meilleures pratiques et les expériences réussies au sein de programmes de mise en œuvre de la Grande muraille verte au sein de deouze pays, notamment sur les questions de suivi et d'évaluation et les systèmes d'information géographique. 
Un géoportail accessible a été mis en place dans le cadre des activités.

### Eau

#### Projet SASS
Le système aquifère du Sahara septentrional (SASS) est un aquifère partagé entre l'Algérie, la Tunisie et la Libye. Après avoir approfondi la connaissance de la ressource lors des phases précédentes (aspects hydrologiques et hydrogéologiques), le projet s'intéresse aux comportements des usagers de l'eau (principalement les exploitants agricoles) et à la mise en place de « pilotes de démonstration agricole » permettant de tester la faisabilité de l'application de solutions techniques et de paquets technologiques disponibles faisant face aux défis rencontrés dans ces zones pilotes (salinisation des eaux et des sols, tarrissement des sources, etc.).
Six sites pilotes sur les trois pays ont été mis en place : les oasis de Aït Messaoud dans la région de Reggane (wilaya d'Adrar) et de Sidi Mahdi à Touggourt dans la vallée de l'oued Righ (wilaya de Ouargla) en Algérie, la zone des oueds du Centre de la Libye (oued Zemzem) et la Djeffara en Libye, l'oasis de Jedida (gouvernorat de Kébili) et la Djeffara dans la région de Smâr (gouvernorat de Médenine) en Tunisie.

#### Projet GICRESAIT
Le projet GICRESAIT (Gestion intégrée et concertée des ressources en eau des systèmes aquifères d'Iullemeden, de Taoudeni/Tanezrouft et du fleuve Niger) vise à une meilleure connaissance et à une gestion commune de ces systèmes aquifères. 
Les aquifères couvrent une superficie d'environ 2,5 millions de km² et s'étendent sur sept pays, à savoir l'Algérie, le Bénin, le Burkina Faso, le Mali, la Mauritanie, le Niger et le Nigeria.